# 裁断
裁断（さいだん）とは、型に合わせて布・紙・皮革などを切ること。

## 立体裁断と平面裁断
立体裁断と平面裁断はともに洋裁において用いられる言葉で、立体裁断とは、ボディ（人台・ドレスフォーム）に布を当て、立体的に型紙を作る作業をいう。特に婦人服で多く用いられる。英語ではドレーピング（draping）と呼ばれる。
一方の平面裁断とは、紙の上だけで数字（寸法）に基づいて型紙を作る作業で、平面作図ともいう。実際の作業では布をハサミで裁つことはないが、立体裁断に対比する形で平面裁断と呼ばれる。

## 裁断機と断裁機
一般的に裁断機（さいだんき）という言葉は、布・皮革などの素材や印刷物を含む紙全般を裁ったり、抜き型でプレスして型抜き加工したりする機械を指す言葉として広く使われる。これに対し断裁機（だんさいき）という言葉は紙を直線的に切り離す機械に限定される。